# Hrušovský hrad
Hrušovský hrad (uváděn také jako Hrušov) je zřícenina gotického hradu na křemencovém vrchu Skalka v katastru obce Hostie v okrese Zlaté Moravce na Slovensku.

## Historie
Okolnosti vzniku nejsou jasné, údajně byl postaven po odchodu Tatarů. První písemná zmínka pochází z roku 1253. Hlídal skýcovskou cestu z Tekova do Ponitří. V letech 1321 až 1344 patřil rodině Levických, poté se stal královským majetkem. V roce 1347 daroval hrad král Ludvík I. Veliký synovi Julia z Topoľčan, magistru Mikulášovi a jeho bratu Ondřejovi. V této darovací listině je hrad označený jménem Castrum Nostrum Hurusou.

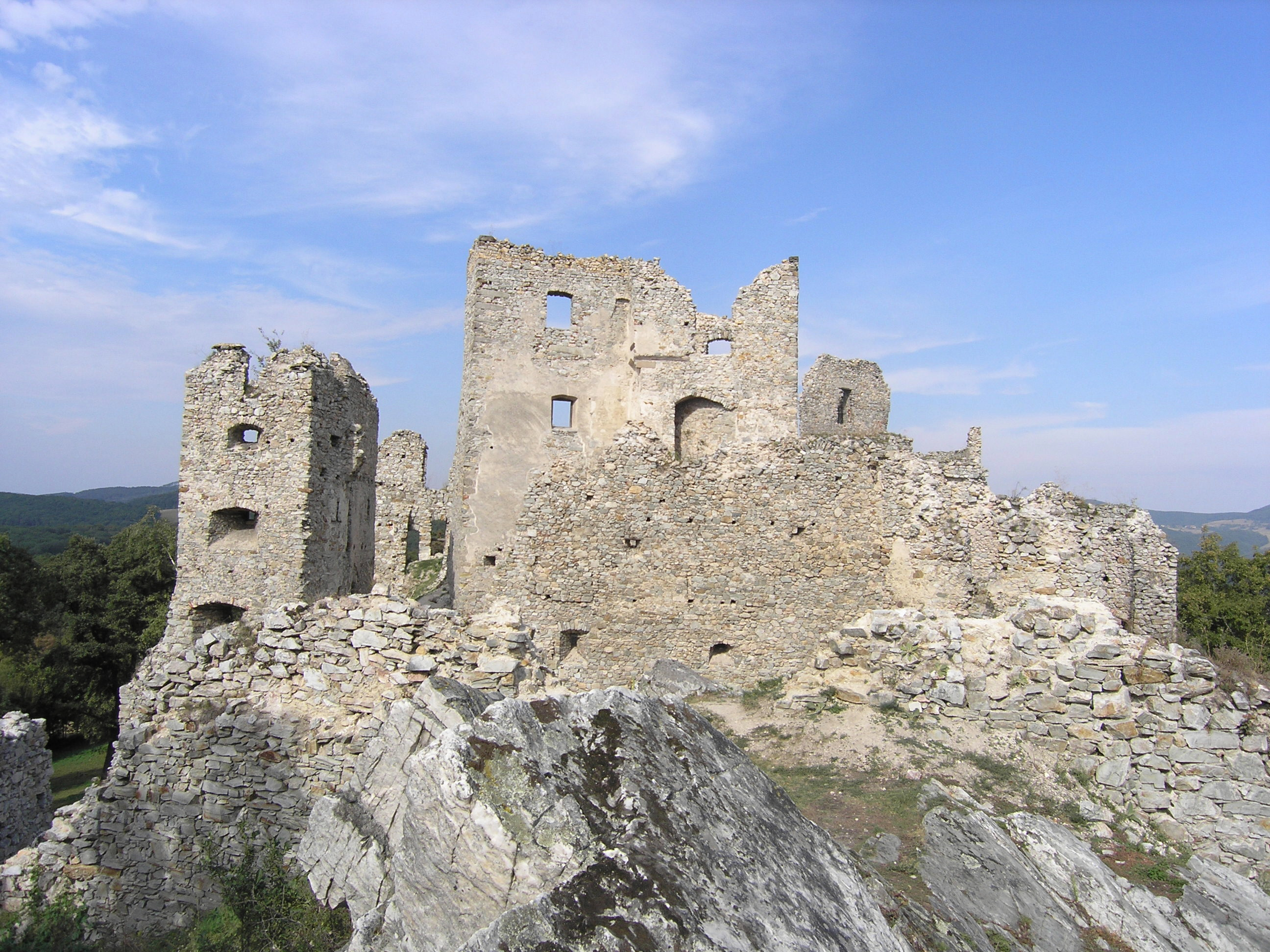
Hrušovský hrad

Později se majitelé často střídali. Patřil do rukou Perényiů, ostřihomskému arcibiskupovi, Bebekovcům, Zápoľským a dalším. Ve 14. a 15. století dosáhl poměrně velkého rozsahu, k hradu patřila také Živánská věž v katastru obce Jedľové Kostoľany. V polovině 16. století byl opět královským majetkem a darem přešel do rukou rodu Topoľčianských. O poslední větší přestavbu se zasloužil Ladislav Rákoczi, který ve druhé polovině 17. století vylepšil opevnění. Po porážce vojsk Františka Rákocziho v roce 1708 byl hrad zpustošen císařskou armádou, stejně jako ostatní pevnosti obsazené povstalci. Od té doby chátral.
V letech 1928 až 1930 byl hrad zakonzervován pod vedením Ing. K. Kühna ze Státního památkového ústavu v Praze. Přičinil se o to také prezident Tomáš Garrigue Masaryk, který hrad vícekrát navštívil během svého pobytu v letním sídle v Topoľčiankách. Dalších prací se dočkal začátkem 21. století.

## Stavební podoba
Hrad si zachoval půdorys s obytným jádrem a prvním předhradím. Druhé předhradí, původně budované jako dělostřelecké opevnění, zaniklo. Dobře se zachovaly věže a bašty, zejména věž při vstupu do druhého předhradí se vstupem do horního hradu s obdélníkovými okny a střílnami v opevnění.

## Přístup
Přístup na hrad je možný po cestě odbočující ze silnice spojující Skýcov a Topoľčianky nebo po turistických značených cestách z těchto obcí.